# Acteocina bermudensis
Acteocina bermudensis är en snäckart som först beskrevs av Vanatta 1901.  Acteocina bermudensis ingår i släktet Acteocina och familjen Cylichnidae. Inga underarter finns listade i Catalogue of Life.